# Laure Sirieix
Pour les articles homonymes, voir Sirieix.
Laure Sirieix, née le 27 juin 1966 est une comédienne française.

## Biographie
Elle intègre la Compagnie La Liseuse à sa création et travaille avec de nombreux services des hôpitaux de l'AP-HP en tant que lectrice au chevet. Sa rencontre avec une bande de patients atteints de dégénérescence cérébrale a donné naissance à un film documentaire Il pleut des anges, lauréat du Prix du Regard Social  festival de Clermont-Ferrand - Traces de Vie (2021) et sélectionné pour le Prix Farel (Neuchâtel), Psymages (Bruxelles 2023), Les Rencontres Inattendues (Tournai 2024)...

Scénariste de la BD Ruptures - Les bébés volés du franquisme,,, publiée en 2022 en France et en Espagne par Bang ediciones (en français, espagnol et catalan). Cette bande dessinée dénonce la répression des femmes dans les prisons pendant la dictature espagnole et plus particulièrement la prison pour femmes de Les Corts, à Barcelone. 
Également auteure de livres ludiques (Kit de survie dans ma cuisine) et jeunesse Pile-Poil (Les P'tits Bérets/Orso éditions), Bertille & Louis, être ou ne pas être à la hauteur (Bilboquet). 

## Filmographie
- 2002 : Dégustation  - Eric VALETTE (la nouvelle venue) (CM)
- 2002 : Le Miroir d'Alice - Marc RIVIERE (l'assistante du labo) (TV)
- 2002 : Les Enquêtes d'Éloïse Rome - Edwin BAILLY (Odile) (TV)
- 2003 : Assistance - Olivier PRIEUR (CM)
- 2003 : Ambre a disparu - Denys GRANIER DEFERRE (Olivia) (TV)
- 2004 : Haute Coiffure - Marc RIVIERE (l'infirmière) (TV)
- 2005 : Plus belle la vie : Astrid Frémont #2 (saisons 1 et 2) (TV)
- 2006 : La Maison du bonheur - Dany BOON (Norah Boulin) (LM)
- 2006 : Les camarades - François LUCIANI (directrice du planning familial) (TV)
- 2008 : Notre univers impitoyable - Léa FAZER (la femme de l'avocat) (LM)
- 2009 : Section de recherches - Alexandre PIDOUX (la médecin cheffe) TV
- 2009 : Les Petits Meurtres d'Agatha Christie - Eric WORETH Madame de Saint-Langis (TV)[6]
- 2010 : Fais pas ci, fais pas ça - Laurent DUSSAUX (la directrice d'école) (TV)
- 2011 : À la maison pour Noël - Christian MERRET PALMAIR (la bijoutière) (TV)
- 2011 : Foudre - Stéphane MEUNIER et Vincent TRISOLINI (la mère) (TV)
- 2012 : Le sang de la vigne - Boire et déboires en Val de Loire - Marc RIVIERE (Graziella, la patronne de l'hôtel)
- 2013 : Violette - Martin PROVOST (la journaliste radio)
- 2013 : Alice Nevers - Aurélien POITRIMOULT (S12E3) - Entre Dieu et Diable (Sœur Clémence) (TV)
- 2014 : Engrenages - Frédéric BALEKDJIAN (l'échographe) Série TV- Saison 5 épisode 22
- 2018 : Das Boot - Andreas PROCHASKA (Béatrice) (série TV Saison 1 / épisodes 3 à 8)
- 2018 : Candice Renoir - Adeline DARRAUX (Hélène Toupan) (TV)
- 2020 : Il pleut des anges - Caroline GIRARD - Documentaire - Prix du Regard Social (Traces de Vie - Clermont-Ferrand)
- 2021 : La Faute à Rousseau - Théo et le Bonheur - Octave RASPAIL  (la toubib) (mini-série TV)
- 2022 : Cash - Jérémie ROZAN - (la mère de Daniel) Netflix
- 2023 : Scènes de ménages - Karim ADDA (la nouvelle voisine) TV
- 2023 : La fièvre - Ziad DOUEIRI (porte-parole préfecture) série Canal +
- 2024 : Iris, série de et avec Dora TILLIER
- 2024 : Mécaniques de l'oubli - court-métrage - Jules RAFFIS

## Ouvrages
- Laure Sirieix (textes) et Lauri Fernandez (dessins), Ruptures : les bébés volés du franquisme, Barcelone, Bang Éditions, 2022, 157 p. (ISBN 978-84-18101-66-3, OCLC 1334668146, BNF 47009881, SUDOC 263456196).